# Le Pont-de-Claix
Le Pont-de-Claix település Franciaországban, Isère megyében. Lakosainak száma 10 846 fő (2022. január 1.). Le Pont-de-Claix Échirolles, Varces-Allières-et-Risset, Champagnier és Claix községekkel határos.

## Népesség
A település népességének változása:
| Lakosok száma | 9790 | 11 787 | 11 871 | 11 573 | 11 133 | 10 818 | 10 435 | 10 716 | 10 879 | 10 846 |
|               | 1968 | 1982   | 1990   | 2006   | 2013   | 2015   | 2017   | 2019   | 2020   | 2022   |